# Redmond, Oregon
Redmond är en ort i Deschutes County i delstaten Oregon, USA.